# Túnel de Sant Antoni
El Túnel de Sant Antoni és un pas subterrani de la carretera CG-3 que comunica Escaldes-Engordany amb La Massana, a les parròquies homònimes. El túnel va ser construït per evitar una antiga carretera molt corbada i perillosa.
El túnel amb una llargada total de 280 metres, està situat a la carretera CG-3. Anteriorment en aquest túnel, en sentit La Massana, hi ha un altre túnel més curt, sense nom, de dos carrils de pujada i un carril de baixada.

## Història
La construcció dels diversos túnels de la CG-3 és deu a la concessió de Fhasa, que es va comprometre a acabar la xarxa viària que al 1913 havia arribat fins a la capital i Escaldes.
Aquest túnel es esmentat en un dels episodis culminants d'Entre el torb i la Gestapo, el duel a mort entre el basc Joaquín, un dels col·laboradors més estrets de Viadiu, i el pèrfid i col·laboracionista Lemmonier. Norbert Orobitg ho relata exactament igual -i ho situa al mateix lloc- a Pau dins la guerra.